# Jucării (film)
Jucării (titlu original: Toys) este un film american fantastic de comedie din 1992 regizat de Barry Levinson și scris de Levinson și Valerie Curtin. Rolurile principale au fost interpretate de actorii Robin Williams, Michael Gambon, Joan Cusack, Robin Wright, LL Cool J și Jamie Foxx.
Filmul a fost un eșec la box-office în momentul premierei sale, în ciuda distribuției și echipei sale de producție. Levinson a fost nominalizat la Zmeura de Aur pentru cel mai prost regizor (care a revenit până la urmă lui David Seltzer pentru O viață ca-n filme). Cu toate acestea, filmul a fost nominalizat la Premiul Oscar pentru cele mai bune decoruri (care a fost câștigat de filmul Howards End) și la Premiul Oscar pentru cele mai bune costume (care a fost câștigat de filmul Dracula).

## Distribuție
- Robin Williams - Leslie Zevo
- Michael Gambon - Lieutenant General Leland Zevo
- Jack Warden - Old General Zevo
- Joan Cusack - Alsatia Zevo
- Robin Wright - Gwen Tyler
- LL Cool J - Captain Patrick Zevo
- Donald O'Connor - Kenneth Zevo
- Arthur Malet - Owen Owens
- Jamie Foxx - Baker
- Julio Oscar Mechoso - Cortez
- Blake Clark - Hogenstern
- Yeardley Smith - Researcher Miss Drum
- Wendy Melvoin - Choir Soloist
- Debi Mazar - Nurse Debbie